# Chrysotaenia ablataria
Chrysotaenia ablataria là một loài bướm đêm trong họ Geometridae.